# Stefan Baltensperger
Stefan Baltensperger (* 11. Dezember 1976 in Zürich) ist ein Schweizer Künstler.
Den Hintergrund seiner Arbeiten bildet die Wahrnehmung strukturverändernder Gegenwartsphänomene. Basierend auf dem Konzept der sozialen Plastik, realisiert er multimediale Installationen, mit denen er Fragestellungen um das Thema der Selbstverortung des Individuums in einer globalisierten und urbanen Gesellschaft nachgeht. Seit 2007 arbeitet Stefan Baltensperger neben seiner persönlichen künstlerischen Praxis auch mit David Siepert als Künstlerduo Baltensperger + Siepert zusammen.

## Einzelausstellungen
- F-12, Kunstraum Walcheturm, Zürich, 2009
- Kunst Kultur und andere Würste, Kaskadenkondensator, Basel, 2010
- baltensperger, IRBIS Eis Galerie, Samedan, 2010
- Same same but different, Kunstraum Aarau, Aarau, 2011
- Camp West, Kunstetage, Zürich, 2011
- Memorial to a Landscape, New Zero Artspace, Yangon, Myanmar, 2011

## Gruppenausstellungen und Kunst im öffentlichen Raum

### 2007
- Shift festival, Basel
- diy festival, Zürich
- Electric Rendez-Vous at plug.in, Basel

### 2008
- Kunstexpander édition sportive, Aarau
- Cathedral Grossmünster, Zürich
- Shift festival, Basel
- Museum for communication, Bern

### 2009
- Festival lab 30, Augsburg
- F-12, Barfuesserplatz, Basel
- Young At Art, Galerie Art Seefeld, Zürich
- Galerie Goldenes Kalb, Aarau
- Diplom_09, Messe Basel, Basel
- Shift festival, Basel

### 2010
- Regionale 11, Projektraum M54, Basel
- Ruhrbiennale, Liebfrauenkirche, Duisburg
- 30 Jare Rote Fabrik, Rote Fabrik, Zürich
- Eröffnung, Skulptur im halböffentlichen Raum, Seefeld, Zürich
- F-12, Bahnhofplatz, Baden
- F-12, Insel Quai, Luzern

### 2011
- Connect, Shedhalle, Zürich
- Low Fidelity, Galerie/Artspace Milieu, Bern
- Together in Electric Dreams, Beton7, Athen
- Überleben, Kunst(zeug)haus, Rapperswil
- Cité++, Max Bill Platz, Zürich
- Together in Electric Dreams, Haus der Elektronischen Künste, Basel
- F-12, Bankenplatz, Frauenfeld
- Von Freundschaften und anderen Bündnissen, lRBlS Eis Galerie, Samedan

### 2012
- Act 1, Substitut, Berlin, D
- E-WERKE Freiburg, Freiburg, D
- Shanghai Biennale, Shanghai, CN, Collaboration with David Siepert and Shi Qing
- Regionale 13, Aubette, Strasbourg, FR
- Regionale 13, Kunsthalle Mulhouse, Mulhouse, FR
- Haus der Elektronischen Künste, Basel, CH
- Kunstnacht Konstanz-Kreuzlingen, Kreuzlingen, CH
- Kunstpause, Altstadthalle, Zug, CH
- Everything have their way, Paper Exhibition, Curator Li zhenhua, China
- Ein Singen im Kopf, railway station Hardbrücke, Zürich, CH
- Ein Trudeln, Trudelhaus, Baden, CH
- We the Public, Swiss Artistic Research Network Conference, Luzern, CH
- Jungkunst, Halle 52, Winterthur, CH
- FRISS 12, Kogart Foundation, Budapest, HU

## Screenings
- „A Movie“, E-Board, Hauptbahnhof, Zürich, 2009
- „A Movie“, Video Art Festival, Ramallah, 2010
- „A Movie“, Video Art Festival, Gaza-Town, 2010
- „A Journey“, VAFA Festival, Macau, 2011
- „A Journey“, New Zero Artspace, Yangon, 2011
- „Innocent still“, Cemara 6, Jakarta, 2012
- „A Journey“, Kino Royal, Baden, 2012

## Preise und Förderbeiträge
- Artist in Residence, New Zero Artspace, Yangon, Myanmar 2011.
- Kulturkommission Frauenfeld, Projektbeitrag, 2011.
- BAK, Sitemapping, Projektbeitrag, 2010.
- FUKA Fonds Luzern, Projektbeitrag, 2010.
- Kulturkommission Baden, Projektbeitrag, 2010.
- Pixelstorm Award, Honorary Mention, 2009.
- Ernst Göhner Stiftung, Projektbeitrag, 2009.
- Christoph Merian Stiftung, Projektbeitrag, 2009.
- Digital Sparks, Projekt Nomination, 2008.
- Architektur-Wettbewerb, Chemical Moonbaby, K. Bechtler, Zürich, 2006, 1. Preis.